# Ангеловский, Игор
Игор «Мрме» Ангеловский (макед. Игор "Мрме" Ангеловски; род. 2 июня 1976, Скопье) — северомакедонский футболист, полузащитник. Ныне — тренер.

## Биография
В качестве игрока выступал на родине за клубы «Македония Джёрче Петров», «Пелистер» (Битола), «Победа» (Прилеп), а также за столичные клубы «Цементарница 55» и «Скопье», но не входил в число ведущих игроков страны. С «Цементарницей» стал бронзовым призёром чемпионата Республики Македонии 2002 года, обладателем (2003) и финалистом (2002) Кубка страны. Также играл за границей — провёл два сезона в чемпионате Словении за «Публикум Целе» и один сезон в составе сербского «Срема» во втором дивизионе.
После окончания игровой карьеры стал работать спортивным директором клуба «Работнички» (Скопье). С 2013 до конца 2015 года тренировал этот клуб, приводил его к чемпионству (2013/14) и победам в национальном Кубке (2013/14, 2014/15).
В 2015 году стал ассистентом Любинко Друловича в сборной Македонии. В октябре 2015 года Друлович покинул сборную после неудачного выступления в отборочном турнире чемпионата Европы, и Ангеловский был назначен на освободившееся место. В 2020 году тренер впервые в истории вывел сборную страны в финальный турнир чемпионата Европы.